# Адміністративний устрій Рівненської області
Адміністративний поділ Рівненської області: 16 адміністративних районів, 11 міст, у тому числі 4 — обласного підпорядкування, 16 селищ міського типу, 997 сільських населених пунктів. Найбільші міста: Рівне, Вараш, Дубно. Адміністративний центр — місто Рівне.
Рівненська область була утворена 27 листопада 1939 року. Її площа становить 20,1 тис. км². Чисельність населення — 1 млн. 154 тис. осіб. Щільність населення — 57,5 осіб на км².

## Історія
У 1944 році Домбровицький район перейменований на Дубровицький; 20 березня 1946 року Морочнівський район перейменували на Зарічнянський, Людвипільський — на Соснівський район.
У 1959 році ліквідовано 11 районів: Вербський, Висоцький, Деражнянський, Клесівський, Козинський, Межиріцький, Мізоцький, Олександрійський, Острожецький, Рафалівський і Тучинський.
У 1962 році після укрупнення сільських районів залишилось 7 районів. Отже, скасовувались 12 районів: Володимирецький, Демидівський, Зарічнянський, Здолбунівський, Клеванський, Корецький, Костопільський, Острозький, Рокитнівський, Соснівський, Степанський та Червоноармійський.
У 1965 році деякі з них були відновлені до 12. У грудні 1966 року відновилось ще 3 райони: Зарічненський, Корецький та Червоноармійський.
03 березня 1993 р. Червоноармійський район був перейменований на Радивилівський.
22 вересня 1995 року був відновлений Демидівський район.

## Таблиці адміністративних одиниць

### Райони у 1995-2020 роках
| №                   | Назва           | Герб | Населення, тис. жит. | Територія, км² | Густота, чол./км² | Адміністративний центр | Карта |
| ------------------- | --------------- | ---- | -------------------- | -------------- | ----------------- | ---------------------- | ----- |
| Муніципальні райони |                 |      |                      |                |                   |                        |       |
| 1                   | Березнівський   |      | 63,3                 | 1 710          | 36.8              | Березне                |       |
| 2                   | Володимирецький |      | 62,7                 | 1 940          | 32                | Володимирець           |       |
| 3                   | Гощанський      |      | 35,6                 | 692            | 51.7              | Гоща                   |       |
| 4                   | Демидівський    |      | 14,7                 | 377            | 39.3              | Демидівка              |       |
| 5                   | Дубенський      |      | 45,7                 | 1 200          | 38.1              | Дубно                  |       |
| 6                   | Дубровицький    |      | 48,1                 | 1 820          | 26.5              | Дубровиця              |       |
| 7                   | Зарічненський   |      | 35                   | 1 442          | 24.2              | Зарічне                |       |
| 8                   | Здолбунівський  |      | 56,9                 | 659            | 86.2              | Здолбунів              |       |
| 9                   | Корецький       |      | 34,1                 | 720            | 47.6              | Корець                 |       |
| 10                  | Костопільський  |      | 64,9                 | 1 496          | 43.2              | Костопіль              |       |
| 11                  | Млинівський     |      | 38,2                 | 945            | 40.5              | Млинів                 |       |
| 12                  | Острозький      |      | 29                   | 693            | 41.8              | Острог                 |       |
| 13                  | Радивилівський  |      | 37,5                 | 745            | 50.4              | Радивилів              |       |
| 14                  | Рівненський     |      | 89,3                 | 1 176          | 75.7              | Рівне                  |       |
| 15                  | Рокитнівський   |      | 54,2                 | 2 350          | 22.8              | Рокитне                |       |
| 16                  | Сарненський     |      | 101,4                | 1 970          | 51.1              | Сарни                  |       |

### Міста обласного значення
| № | Назва  | Герб | Населення | Площа, км² | Адмін. центр | Мапа | Склад |
| - | ------ | ---- | --------- | ---------- | ------------ | ---- | ----- |
| 1 | Дубно  |      | 38 035    | 27         |              |      |       |
| 2 | Вараш  |      | 41 454    | 11.31      |              |      |       |
| 3 | Острог |      | 15 657    | 10.9       |              |      |       |
| 4 | Рівне  |      | 250 242   | 59         |              |      |       |

### Міста районного значення
| № | Назва     | Герб | Населення | Площа, км² | Адмін. центр | Мапа | Склад |
| - | --------- | ---- | --------- | ---------- | ------------ | ---- | ----- |
| 1 | Березне   |      | 13 390    | 3.5        |              |      |       |
| 2 | Дубровиця |      | 9 430     | 5.87       |              |      |       |
| 3 | Здолбунів |      | 24 537    | 12.49      |              |      |       |
| 4 | Корець    |      | 7 428     | 6          |              |      |       |
| 5 | Костопіль |      | 31 159    | 63.73      |              |      |       |
| 6 | Радивилів |      | 10 487    | 6,4        |              |      |       |
| 7 | Сарни     |      | 28 604    | 21.15      |              |      |       |